# アレクサンドル・チェストニク
セルゲイ・テレンコフ（ラトビア語: Alexander Chestnikh、1974年11月17日 - ）は、ロシア、モスクワ出身、アルメニアのフィギュアスケート選手（ペア、男子シングル）。パートナーはエフゲーニヤ・フィロネンコ、マリア・クラシルツェワ。1998年長野オリンピックアルメニア代表。

## 主な戦績
- 1996-98シーズンはマリア・クラシルツェワとペア。
- 1998-99シーズンは男子シングル。
- 1999-00シーズンはエフゲーニヤ・フィロネンコとペア。

| 大会/年          | 1996-97 | 1997-98 | 1998-99 | 1999-00 |
| ---------------- | ------- | ------- | ------- | ------- |
| オリンピック     |         | 19      |         |         |
| 世界選手権       | 23      |         | 30      | 16      |
| 欧州選手権       | 16      | 14      |         | 17      |
| ネペラメモリアル | 3       |         |         |         |